# Горна Секирна
Горна Секирна е село в Западна България. То се намира в община Брезник, област Перник.

## География
Село Горна Секирна се намира в планински район. Горна Секирна е село в Западна България. Намира се в община Брезник, област Перник. Отстои на 27 км югозападно от гр. Брезник и на 47 км западно от гр. Перник.
Намира се в планински район в полите на Ерулската планина, а надморската му височина е 1052 м. Климатът е умерен, под влиянието на планинския релеф.

## Културни и природни забележителности
- Църква „Св. Архангел Михаил“ – художествен паметник от епохата на Българското възраждане.
- Паметна плоча на загиналите в антифашистката борба от 1944 г. – исторически паметник.